# Ultimax 100
Ultimax 100 — сингапурский ручной пулемёт, использующий патрон 5,56×45 мм, разработанный ST Kinetics (бывший «Singapore Technologies Engineering Ltd» или «ST Engineering)» командой инженеров под управлением американского оружейного конструктора Джеймса Салливана, участвовавшего в разработке автоматов AR-15/M16 и AR-18.

## Конструкция
В пулемёте используется традиционная автоматика на основе отвода пороховых газов с запиранием ствола поворотом затвора. Газовый поршень с коротким ходом размещён над стволом. Имеется трёхпозиционный регулятор отвода пороховых газов. Ранние модели имели пятипозиционный регулятор. Затворная группа при отходе назад не соприкасается с задней частью ствольной коробки, что уменьшает отдачу и износ автоматики. Стрельба ведется с заднего шептала (с открытого затвора). Переводчик режимов стрельбы двухпозиционный: безопасный режим и автоматический огонь.
Ранние варианты имели несъёмный ствол, но модификация Mark 3 имеет быстросменные стволы стандартной или уменьшенной длины. Приклад быстросъёмный, нескладной. Пулемёт работает и при снятом прикладе. Питание осуществляется от барабанных магазинов на 100 патронов или от 30-зарядных магазинов от винтовки M16 (магазины требуют небольшой модификации в виде дополнительного отверстия для защелки на пулемете).

## Варианты
- Mark 1 — прототип с быстросъёмным стволом.
- Mark 2 — модель с несъёмным стволом.
- Mark 3 — модель с быстросъёмным стволом. Ствол у Mark 3 может быть стандартный или укороченный. Укороченный ствол (Para-вариант) используется для десантников и подразделений специального назначения. Ствол оснащён пламегасителем и ручкой для переноски и его смены. Имеется трёхпозиционный регулятор отвода пороховых газов, позволяющий регулировать темп стрельбы, обеспечивающий надежную работу в различных условиях окружающей среды[5][6]. Модель имеет интегрированную с цевьём переднюю ручку и съёмный приклад. Mark 3 может использовать американские патроны 5,56×45 M193 и бельгийские 5,56×45 SS109/M855[7].
- Mark 4 — разработан для участия в конкурсе Корпуса морской пехоты США «Infantry Automatic Rifle»  (англ.)[2] Возможна установка различных УСМ (самозарядных либо с возможностью стрельбы непрерывными очередями)[3] В конкурсе Ultimax 100 не победил.
- Mark 5 — улучшенная версия Mark 4 со складным прикладом, планками Пикатинни, использующая магазины от автомата M16 STANAG 4179 и барабанные магазины Beta C-Mag[8].

Также был разработан вариант пулемёта для установки на бронетранспортёр-амфибию Bronco All Terrain Tracked Carrier.

## Страны-эксплуатанты
- Бруней — принят на вооружение как замена лёгкому пулемёту M16 HBAR[10].
- Хорватия[5] - пулемёты начали поступать на вооружение хорватской армии в первой половине 1990-х годов, до конца 1995 года было получено 2 тыс. шт.[11]
- Индонезия — спецподразделения «KOPASKA» и «Kopassus»[12].
- Перу[13].
- Филиппины[13].
- Сингапур — используется армией Сингапура с 1982 года[2][14][15].
- Словения[13].
- Зимбабве[13].